# Ђорђе Чварков
Ђорђе Чварков је лик у сатиричној серији Државни посао.

## Детињство и образовање
Ђорђе Чварков је рођен у Тителу. Одгајала га је Баба у Вилову, уз помоћ своје пријатељице госпође фон Шилович — фрау Шиловичке, првог комшије Живана Ра(д)осављевића — чика Жике и деде Игњата, који је преминуо. Веома је емотивно везан за Бабу. Убрзо се преселио на Пејићеве салаше, где живи и данас.
О његовом детињству се из серије може сазнати доста тога. У једној епизоди се открива да га је Жика одгајао у духу кинеске традиције. Још као дете западао је у најневероватније прилике. Тако је гледао Бабу како се карта, изгубио свог првог љубимца (ког је Жика прегазио мотором АПН-цом), видео ванземаљца на Тителском брегу и још много тога.
Основну школу завршио је у Вилову. Похађао је Школу за талентовану децу „Лудвиг Баварски” у Перлезу. Неки од његових школских другова су Пура Моца, Лепа Јела, Стева — Стевица, Пера — Перица, дебели Сава (коме је посветио песму) и његов некад најбољи друг, а данас заклети непријатељ Бела Михаљи. Током афере „Индекс” завршио је Правни факултет Универзитета у Крагујевцу.
Има брата од стрица, Стевицу, са ким је заједно одрастао и ког мрзи јер му је Стевица дужан новац, а пун је као брод, и зато што Ђорђе мисли да Баба више воли Стевицу. Стевица живи у Руми, ожењен Јадранком.

## Запослење
Из серије се може закључити да је Ђорђе Чварков био запослен на више места: у кобасичарији „Венац”, као помоћник мађионичара Лукијана из Товаришева — где бива повређен током тачке пресецања на пола и напушта посао, у погребном предузећу „Кербер” из Перлеза, у „Тиском цвету” као конобар и избацивач, као инструктор веслања на Тиси и у државном предузећу где и данас ради.

### Посао у кобасичарији
Прво запослење Чваркова је било у кобасичарији „Венац” где је радио „на сушеној роби”. Он често прича доживљаје из тих дана.
Тата Бошкић је такође радио у том предузећу, по Чварковљевим речима довео је до пропасти.
У предузећу је дошло до пожара, што се у серији индиректно приписује Чваркову.

### Државни посао
Као аутономаш, Чварков је брзо нашао запослење у Војводини која је имала високу аутономију. Ту се упознаје са Живком Марјановићем, такође аутономашем личког порекла, са којим је штетио фирму као генерални и финансијски директор (мењали су функције да не би били ухваћени). Падом аутономаша, Марјановић је пензионисан, а он је ражалован у архивско и жалбено одељење где му је шеф био Лазар Малиначки — Лаза Масни све док се није пензионисао, а Чварков постао главни архиватор. На овом послу Чварков се сусреће са бројним тешкоћама. Предмети се не решавају, а најпознатији су Рада Корњаче, Митра Митра Митра, Анке Куротресине, Мирчета Стрзике — Мунћана и других.

### Остали послови
Чварков и Баба, заједно са комшијама госпођом фон Шилович — фрау Шиловичком и Живаном Ра(д)осављевићем — чика Жиком, имали су широк спектар делатности како би дошли до лаке зараде. Тако су: шили опрему за „Банатске шоре” (дечију игру), направили кладионицу, правили кишобране. Сваки од послова је пропраћен низом комичних детаља, на пример дршке за кишобране су правили од шведског челика, са Жикиног „Волва” ког су секли у фронцле, а свака дршка је имала 15 до 15,7 кила. Посао са кишобранима пропао је ’90-их када су почеле да се отварају кинеске радње.
Ипак, најдуготрајнији посао је фарма пилића цверглана. Пилићи су такође учествовали у низу комичних ситуација, почев од тога како се правио кокошињац (Жика је украо прагове са пруге док је био железничар) до њихове продаје Русима (преко директора Добросављева), Македонцима (Чварковљевом пријатељу и пословном партнеру Гоцету во Гостивару), Чесима (Далибору Јанди) и Бугарима (Христу Боневу, пилићарском краљу Бугарске).

## Љубавни живот
Судећи по надимцима и његовим причама, Ђорђе је био прави бекрија. Увек је био главни на корзоу, отуда и надимак Жорж Пападуби. Зна се да се забављао са мамом Бошкић — Мамичком, пре него што се удала за тату Бошкића.
Ђорђева највећа љубав је госпођа Бугарски, дама коју је упознао у канцеларији, где је она дошла као странка. Све је било спремно и за свадбу, али је Баба раскринкала госпођу Бугарски и пред свима открила инкриминишуће ствари о њој (није желела да јој дохвати зубну протезу кад јој испадне, да је храни сутлијашом док гледа серију, жалила се да су јој ноге хладне кад ноћу зими дође да спава са њима…).
Крајем пете сезоне, у прљавој игри Бабе и Мајке, требало је да се ожени са спремачицом Јагодом Марком, али је свадба пропала у шестој сезони.

## Карактер лика
Ђорђе Чварков је пре свега Бачванин салашар и мрзи „дођоше”, одакле год они били. Не воли Србијанце, Личане, Босанце, Хрвате, Кинезе, Црногорце, па чак и Банаћане, а некад и Сремце. Његова основна карактеристика је склоност претеривању и измишљању, иако се, некако, увек испостави да он није у потпуности измислио догађај.
Врло помињан „Случај Гајдобра”, за који се уопште не зна шта се тачно десило у том селу, ни када, али је Ђорђе учествовао у нечему противзаконитом. Свега пар људи (и Драган Торбица) знају шта се тамо одиграло. Познате су једино последице, а то су „букагије у Лепоглави” које су вукли Ђорђе и госпођа фон Шилович — фрау Шиловичка.
Често цитира песнике и естрадне уметнике (Бранко Радичевић, Мишо Ковач, Цеца, Рибља Чорба), али многе песме и измишља. Неки од тих „хитова” су „Седма срећа сија”, „Сок од зове” и „Песма о дебелом Сави”.
Чварков је веома емотивно везан за Бабу, Живана Ра(д)осављевића — чика Жику и фрау Шиловичку, своје пилиће и неке људе, махом Војвођане и Мађаре. Велики је фан „К унд К” културе.
Чварков је велики фан Балашевића и Демиса Русоса (који га је спасао у кафанској тучи, а сада су добри пријатељи), ког и Баба веома воли. Смрт Демиса Русоса веома га је потресла.
За лика је такође карактеристичан велики број спортова које је тренирао или тренира. Једе бурек с вишњом уз јогурт. Са колегама често игра бројне игре, где је улог управо то. Најпопуларније игре су шах, покер и клозет.
Остало му је „само четири” године до пензије, коју жељно ишчекује јер му је доста „динароида” (Торбице) и „балавца (безобразног)” (Бошкића), како назива своје колеге. По темпераменту је најчешће миран и не претерано ратоборан, али често виче, поготово на Бошкића.